# Rhinacanthus flavovirens
Rhinacanthus flavovirens är en akantusväxtart som beskrevs av Amaras. och Wijes.. Rhinacanthus flavovirens ingår i släktet Rhinacanthus och familjen akantusväxter. Inga underarter finns listade i Catalogue of Life.